# Relais 4 × 400 mètres masculin aux championnats du monde d'athlétisme 1997
Navigation
Göteborg 1995 Séville 1999
L'épreuve du relais 4 × 400 mètres masculin des championnats du monde d'athlétisme 1997 s'est déroulée les 9 et 10 août 1997 au Stade olympique d'Athènes, en Grèce. Elle est remportée par l'équipe du Royaume-Uni (Iwan Thomas, Roger Black, Jamie Baulch et Mark Richardson). L'équipe des États-Unis, initialement vainqueur de l'épreuve, est disqualifiée en 2008 à la suite des aveux de dopage d'Antonio Pettigrew,.

## Résultats

### Finale
| Rang               | Pays           | Athlètes                                                              | Temps         | Notes |
| ------------------ | -------------- | --------------------------------------------------------------------- | ------------- | ----- |
| Médaille d'or      | Royaume-Uni    | Iwan Thomas Roger Black Jamie Baulch Mark Richardson                  | 2 min 56 s 65 | SB    |
| Médaille d'argent  | Jamaïque       | Michael McDonald Gregory Haughton Danny McFarlane Davian Clarke       | 2 min 56 s 75 | NR    |
| Médaille de bronze | Pologne        | Tomasz Czubak Piotr Rysiukiewicz Piotr Haczek Robert Mackowiak        | 3 min 00 s 26 |       |
| 4                  | Afrique du Sud | Arnaud Malherbe Hezekiél Sepeng Hendrik Mokganyetsi Llewellyn Herbert | 3 min 00 s 26 | NR    |
| 5                  | France         | Jean-Louis Rapnouil Marc Foucan Fred Mango Stéphane Diagana           | 3 min 01 s 06 | SB    |
| 6                  | Zimbabwe       | Tawanda Chiwira Phillip Mukomana Savieri Ngidhi Ken Harnden           | 3 min 01 s 43 |       |
| 7                  | Italie         | Ashraf Saber Marco Vaccari Andrea Nuti Fabrizio Mori                  | 3 min 01 s 52 | SB    |
| —                  | États-Unis     | Jerome Young Antonio Pettigrew Chris Jones Tyree Washington           | DQ            |       |

## Légende
Records et Performances
- AR : Record continental (area record)
- CR : Record des championnats (championship record)
- MR : Record du meeting (meet record)
- NR : Record national (national record)
- OR : Record olympique (olympic record)
- PR : Record paralympique (paralympic record)
- PB : Record personnel (personal best)
- SB : Meilleure performance personnelle de la saison (season's best)
- WL : Meilleure performance mondiale de l'année (world leader)
- WJR : Record du monde junior (world junior record)
- WR : Record du monde (world record)

Circonstances et Conditions
- DNF : N'a pas terminé (did not finish)
- DNS : N'a pas pris le départ (did not start)
- DQ : Disqualification (disqualification)
- NM : Aucun essai valable enregistré (No Mark)
- Q : Qualifié « directement » au prochain tour (ou à la prochaine compétition), lors d'une compétition majeure, grâce au classement ou à la réalisation des minima (automatic qualifier)
- q : Qualifié au prochain tour (ou à la prochaine compétition), lors d'une compétition majeure, grâce au repêchage ou à la réalisation de l'une des meilleures performances parmi celles des « non qualifiés directement » (grâce au meilleur temps ou à la meilleure distance par exemple) (secondary qualifier)